# Il povero poliomielitico
Il povero poliomielitico è un dipinto di Attilio Alfieri. Eseguito probabilmente nel 1961, appartiene alle collezioni d'arte della Fondazione Cariplo.

## Descrizione
Il poliomielitico viene raffigurato assorto in un ambiente cupo; il dipinto sembra essere una variante di un altro (L'orfano, del 1943) e venne acquistato dalla Fondazione Cariplo come premio acquisto al concorso a tema intitolato Solidarietà Umana, indetto dall'ente quello stesso anno.